# 近藤克彦
近藤 克彦（こんどう　かつひこ、1937年9月5日 - ）は日本の実業家。第一勧業銀行頭取やみずほフィナンシャルグループ名誉顧問を務めた。

## 来歴・人物
山口県の現在の光市出身。山口県立光高等学校を経て、一橋大学経済学部に入学。大学では体育会バレーボール部に所属。大学卒業後の進路としては、自動車メーカーを希望していたが、先輩の顔をたてて、第一銀行人事部の面接を受け、大学を卒業した1960年に入行。主に人事部門、営業部門を歩む。
スタンフォード大学留学、ニューヨーク支店勤務、国際金融部長等を経て、1990年から第一勧業銀行取締役。その後人事第二部長、人事企画部長等を務めた。人事第二部長時代には旧日本勧業銀行出身者の人事を扱う人事第一部と旧第一銀行出身者の人事を扱う人事第二部を統合した。
1996年4月に第一勧業銀行頭取就任。ところが、1994年7月から1996年9月までの間にかけて総会屋の小池隆一の関係企業へ、系列ノンバンクの大和信用を通じて117億8200万円の利益供与がなされていることが発覚した。この責任をとり1997年5月22日、近藤は、後任の頭取に藤田一郎副頭取を指名し、任期途中で頭取を退任することを表明した。同時に奥田正司会長及び、村本周三、藤森鉄雄、羽倉信也、中村一郎、宮崎邦次の各相談役の退任も発表された。総会屋への利益供与については「総会屋が師事した元出版社社長の大物総会屋と歴代トップが親密な関係にあり、その呪縛が解けなかった。」と説明した。
その後第一勧銀の幹部11人が逮捕され、1997年6月29日には、東京地方検察庁で事情聴取を受けていた宮崎元頭取が、「大変ご迷惑をかけ、申し訳なくお詫び申し上げます。」「逮捕された方々の今後の処遇、家族の面倒等よろしくお願い申し上げます。スッキリした形で出発すれば素晴らしい銀行になると期待し確信しております。」などと書かれた近藤及び奥田正司前会長、杉田力之会長兼頭取宛ての遺書を残し自殺を図る。宮崎が搬送された杏林大学医学部付属病院に、同日午後5時40分ころ近藤もかけつけたが、厳しい表情で報道陣の質問には答えないまま、車で病院を出た。
近藤は、事態の混乱の責任をとり頭取を退任したものの、逮捕されることもなく、民事の損害賠償責任も負うことはなく、法的な責任はなかったため、頭取退任後も、顧問や、各社の社外取締役、社外監査役を歴任し、第一勧業銀行が、富士銀行及び日本興業銀行と合併したのちのみずほフィナンシャルグループでも名誉顧問を務めた。
高杉良による経済小説『呪縛-金融腐蝕列島2』に登場する朝日中央銀行の坂本昇頭取は近藤がモデルとなっている。また題名にある「呪縛」は近藤が記者会見時に総会屋への利益供与について「呪縛が解けなかった。」と述べたことに由来する。

## 略歴
- 1937年9月 山口県出身
- 1956年3月 山口県立光高等学校卒業
- 1960年3月 一橋大学経済学部卒業
- 1960年4月 株式会社第一銀行入行
- 1986年1月 株式会社第一勧業銀行 八重洲口支店長
- 1987年8月 株式会社第一勧業銀行 国際金融部長
- 1988年6月 株式会社第一勧業銀行 有楽町支店長
- 1990年5月 株式会社第一勧業銀行 取締役人事第二部長
- 1991年2月 株式会社第一勧業銀行 取締役人事企画部長
- 1991年6月 株式会社第一勧業銀行 常務取締役人事企画部長
- 1994年5月 株式会社第一勧業銀行 専務取締役国際金融部長
- 1995年3月 株式会社第一勧業銀行 副頭取
- 1996年4月 株式会社第一勧業銀行 頭取
- 1997年6月 株式会社第一勧業銀行 顧問
- 2000年6月 伊藤忠商事株式会社監査役、富士通株式会社監査役
- 2001年6月 古河電気工業株式会社取締役、富士電機株式会社取締役
- 2002年4月 株式会社みずほホールディングス名誉顧問
- 2003年3月 株式会社みずほフィナンシャルグループ名誉顧問
- 2003年6月 セイコー株式会社監査役
- 2005年5月 社会福祉法人清水基金理事長
- 2007年7月 セイコーホールディングス株式会社監査役
  - このほかに財団法人渋沢栄一記念財団評議員会長、社団法人日本工業倶楽部監事、財団法人地域活性化センター理事、ふるさと光の会顧問等も務めた。

## 論文等
- 「これからの人事政策のあり方(トップアンケート) (特集 銀行,新時代の人事システム)」月刊金融ジャーナル. 37(10) [1996.10]